# Гаролд Вармус
Гарольд Елліот Вармус (англ. Harold E. Varmus; народився 18 грудня 1939 року, Фріпорт, Нью-Йорк) — американський вірусолог, лауреат Нобелівської премії з фізіології або медицини 1989 року «за відкриття клітинної природи ретровірусних онкогенів», яку він розділив з Майклом Бішопом. Президент і керуючий Меморіального онкологічного центру імені Слоуна — Кеттерінга (Нью-Йорк).

## Біографія
Гарольд Вармус народився 18 грудня 1939 року у Фріпорті (Нью-Йорк). Закінчив Емгерстський коледж, потім вступив до Гарвардського університету, де провчився за спеціальністю література лише один рік, після чого перейшов в Колумбійський коледж лікарів і хірургів (Нью-Йорк). Після закінчення медичної школи пропрацював у Колумбійському пресвітеріанському госпіталі в 1968—1969 роках і пройшов коротке стажування в Національному інституті здоров'я, де почав вивчати як цАМФ регулює експресію бактеріальних генів. У 1970 році переїхав до Сан-Франциско в Університет Каліфорнії як постдокторант лабораторії Майкла Бішопа. З 1970 року — професор відділу мікробіології та імунології. З 1984 року — іменний професор молекулярної вірусології.
У 1989 році Бішоп та Вармус отримали за свої дослідження Нобелівську премію з фізіології і медицини.
Директор Національного інституту здоров'я (1993—1999). З 2000 року — президент і керуючий Меморіального онкологічного центру Слоан-Кеттерінг (Нью-Йорк).

## Нагороди та визнання
- 1982: Премія Альберта Ласкера за фундаментальні медичні дослідження[3]
- 1984: Міжнародна премія Гайрднера
- 1984: Член Національної академії наук США[4]
- 1984: Премія Альфреда П. Слоуна-молодшого
- 1984: Simon M. Shubitz Cancer Prize and Lectureship
- 1989: Нобелівська премія з фізіології і медицини[5]
- 1991: Член Медичної академії
- 1994: Член Американського філософського товариства
- 2001: Національна наукова медаль США
- 2001: Премія Венівара Буша[en]
- 2002: Шредингерівська лекція (Імперський коледж Лондона)
- 2005: Іноземний член Лондонського королівського товариства[6]
- 2011: Double Helix Medal[en][7]
- 2012: Glenn T. Seaborg Medal[en]